# 代特莫尔德行政区
代特莫尔德行政区（Regierungsbezirk Detmold）是德国北莱茵-威斯特法伦州的5个行政区之一，首府代特莫尔德。

## 行政区划
代特莫尔德政区下设个1个非县辖城市以及6个县：
1. 比勒费尔德市（Stadt Bielefeld）
2. 居特斯洛县（Kreis Gütersloh）
3. 黑尔福德县（Kreis Herford）
4. 赫克斯特县（Kreis Höxter）
5. 利珀县（Kreis Lippe）
6. 明登-吕贝克县（Kreis Minden-Lübbecke）
7. 帕德博恩县（Kreis Paderborn）